# Tombe du Géant (Septfonds)

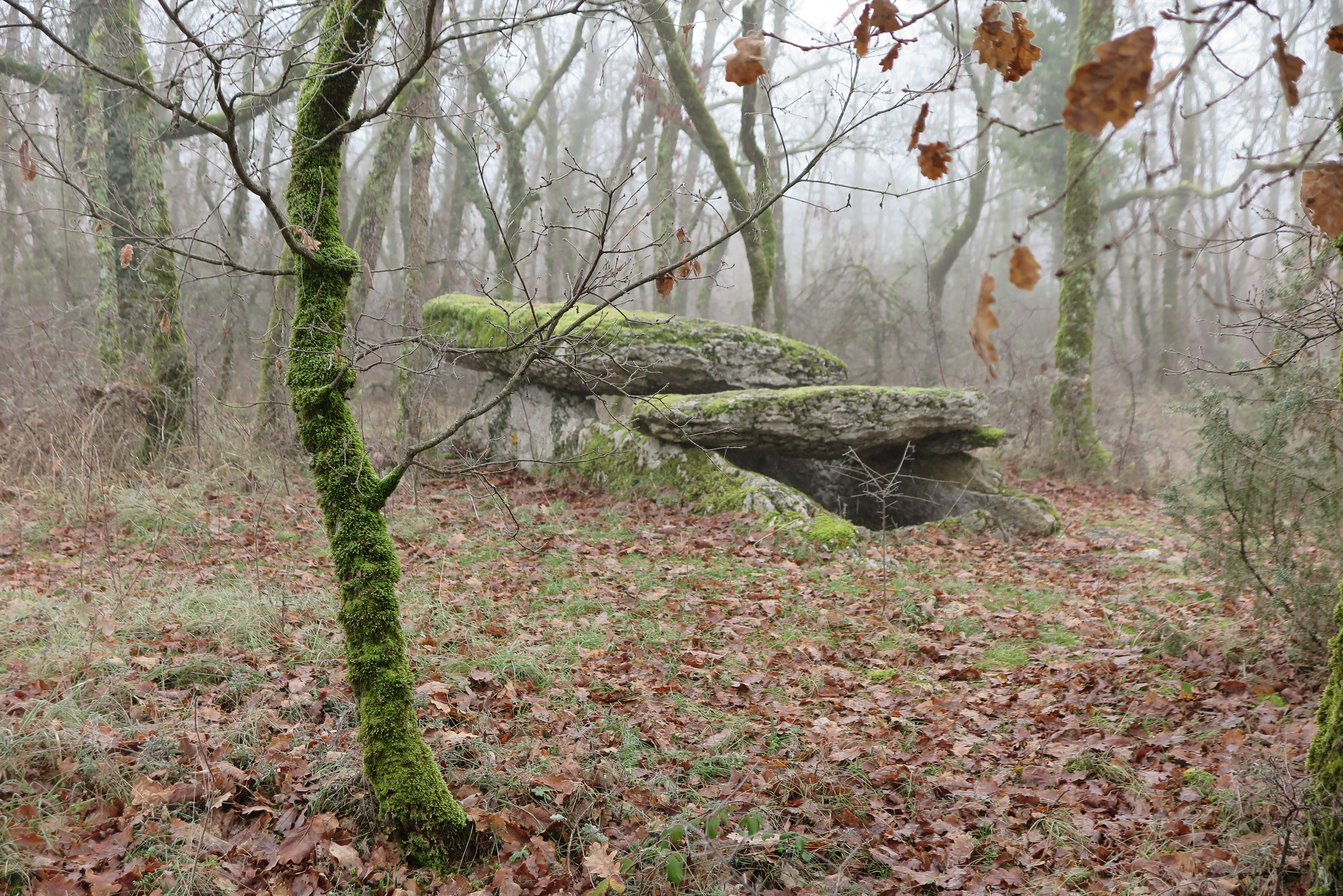
Tombe du Géant

Das Tombe du Géant (auch Dolmen des Tombes, Dolmen des Combal oder Dolmen de Charles genannt) liegt in der Nähe des Hofes Les Tombes beim Weiler Charles, südöstlich von Septfonds bei Caussade im Département Tarn-et-Garonne in Frankreich. Dolmen ist in Frankreich der Oberbegriff für neolithische Megalithanlagen aller Art (siehe: Französische Nomenklatur).
Der Dolmen liegt teilweise noch in seinem Hügel. Die Kammer besteht aus zwei Seitenplatten mit Längen von jeweils 5,0 m und einem eingepassten Endstein dazwischen. Der Deckstein ist zerbrochen. Die Kammer ist innen 4,5 m lang und 1,5 m breit und weist wie üblich nach Osten.
Er ist seit 1889 als Monument historique registriert.

## Kontext
Die meisten der 15 Dolmen von Septfonds befinden sich auf der Hochebene von Oardennes (Dolmen von Combal), wegen des Anstehens großer Kalksteinplatten für ihre Konstruktion. Die Anlagen in Moussac und Charles haben einen weniger günstigen Standort. Die Dolmen von Septfonds gehören zur Gruppe der etwa 800 Dolmen im Quercy.